# Ordre de bataille confédéré de la première bataille de Deep Bottom
Les unités et commandant suivants de l'armée confédérée ont combattu lors de la première bataille de Deep Bottom (27-29 juillet 1864), de la guerre de Sécession. L'ordre de bataille unioniste est indiqué séparément.

## Abréviations utilisées

### Grade militaire
- Gen = Général
- LTG = Lieutenant général
- MG = Major- général
- BG = Brigadier général
- Col = Colonel
- Ltc = Lieutenant-Colonel
- Maj = Commandant
- Cpt = Capitaine
- Lt = Premier Lieutenant

### Autres
- (b) = blessé
- mb = mortellement blessé
- † = tué
- (PDG) = capturé

## Forces confédérées

### Armée de Virginie du Nord
Gen Robert E. Lee

#### Premier corps
LTG Richard H. Anderson
| Division                                               | Brigade                                                              | Régiments et autres |
| ------------------------------------------------------ | -------------------------------------------------------------------- | --- |
| Division de Kershaw MG Joseph B. Kershaw               | Brigade de Wofford BG Dudley M. Du Bose                              | - 16th Georgia : Maj John H. H. Skelton - 18th Georgia : Col Joseph Armstrong - 24th Georgia : Col C. C. Sanders - 3rd Georgia Sharpshooter Battalion : Ltc N. L. Hutchins, Jr. - Cobb's Georgia Legion : Ltc Luther J. Glenn - Phillips' Georgia Legion : Ltc Joseph Hamilton                                                              |
| Division de Kershaw MG Joseph B. Kershaw               | Brigade de Humphreys BG Benjamin G. Humphreys                        | - 13th Mississippi : Ltc Alfred J. O'Brien - 17th Mississippi : Cpt Jesse C. Cochran - 18th Mississippi : Ltc William H. Luse - 21st Mississippi : Col Daniel N. Moody |
| Division de Kershaw MG Joseph B. Kershaw               | Brigade de Bryan BG Goode Bryan                                      | - 10th Georgia : Col Willis C. Holt - 50th Georgia : Col Peter A.S. McGlashan - 51st Georgia : Ltc James Dickey - 53rd Georgia : Col James P. Simms |
| Division de Kershaw MG Joseph B. Kershaw               | Brigade de Conner BG James Conner                                    | - 2nd South Carolina : Col John D. Kennedy - 3rd South Carolina : Ltc R. C. Moffett - 7th South Carolina : Cpt E. Jerry Goggans - 8th South Carolina : Col John Williford Henagan - 15th South Carolina : Col John Bunyon Davis - 20th South Carolina : Col Stephen M. Boykin - 3rd South Carolina Infantry Battalion : Ltc William G. Rice |
| Artillerie BG Edward Porter Alexander (w) Ltc F. Huger | Bataillon de Cabell Col H. C. Cabell                                 | - Batterie d'Anderson (Virginia) : Cpt R. M. Anderson - Batterie de Callaway (Géorgie) : Lt Morgan Callaway - Batterie de Carlton (Géorgie) : Cpt H. H. Carlton - Batterie de Manly (Caroline du Nord) : Cpt Basil C. Manly |
| Artillerie BG Edward Porter Alexander (w) Ltc F. Huger | Bataillon de Huger Ltc F. Huger                                      | - Batterie de Fickling (Caroline du Sud): Cpt W. W. Fickling - Batterie de Moody (Louisiane) : Lt J. C. Parkinson - Batterie de Parker (Virginie) : Cpt W. W. Parker - Batterie de Smith (Virginie) : Cpt John D. Smith - Batterie de Taylor (Virginie): Cpt O. B. Taylor - Batterie de Woolfolk (Virginie) : Cpt James Woolfolk            |
| Artillerie BG Edward Porter Alexander (w) Ltc F. Huger | Bataillon de Hardaway [détaché du deuxième corps] Ltc R. A. Hardaway | - Batterie de Dance (Virginie) : Cpt Willis J. Dance - Batterie de Graham (Virginie) : Cpt Archibald Graham - Batterie de Griffin (Virginie) : Cpt Charles B. Griffin - Batterie de Smith (Virginie) : Cpt B. H. Smith, Jr. |
| Artillerie BG Edward Porter Alexander (w) Ltc F. Huger | Bataillon de Haskell Maj John C. Haskell                             | - Batterie dFlanner (Caroline du Nord) : Cpt H. G. Flanner - Batterie de Garden (Caroline du Sud) : Cpt H. R. Garden - Batterie de Ramsay (Caroline du Nord) : Cpt John A. Ramsay - Batterie de Lamkin (Virginie) : Cpt J. N. Lamkin |
| Artillerie BG Edward Porter Alexander (w) Ltc F. Huger | Bataillon de Stark Ltc A. W. Stark                                   | - Batterie de Green (Louisiane) : Cpt Charles A. Green - Batterie d'Armistead (Virginie) : Cpt A. D. Armistead - Batterie de French (Virginie): Cpt David A. French |